# Standard-definition (SD)
|  | Sammenskrivningsforslag Artiklerne SDTV, Standard-definition (SD) er foreslået sammenskrevet. (Siden august 2016) Diskutér forslaget |

Standard-definition (SD) er en betegnelse som dækker over alle videoopløsninger som er lavere end High-definition (HD) eller 720p, og som oftest hentyder til 480p, 576p eller 640p. 